# Кологривський район
Кологривський район (рос. Кологривский район) — адміністративно-територіальна одиниця (район) та муніципальне утворення (муніципальний район) на півночі Костромської області Росії.
Адміністративний центр — місто Кологрив.

## Історія
Район утворений у 1929 році у складі Шар'їнського округу Горьковського краю (з 1936 року – Горьковської області). 
13 серпня 1944 року район увійшов до складу новоствореної Костромської області.

## Населення
| 2002  | 2008  | 2009  | 2010  | 2011  | 2012  | 2013  |
| ----- | ----- | ----- | ----- | ----- | ----- | ----- |
| 8566  | ↘7462 | ↗7466 | ↘6474 | ↘6429 | ↘6288 | ↘6070 |
| 2014  | 2015  | 2016  | 2017  | 2018  | 2019  | 2020  |
| ↘5849 | ↘5676 | ↘5641 | ↘5485 | ↘5325 | ↘5140 | ↘4984 |